# Уилки, Дэвид
Сэр Дэ́вид Уи́лки (устаревшее: Де́йвид Уи́лки, Давид Вильки, Уильки (англ. David Wilkie; 18 ноября 1785, Файф, Шотландия, Великобритания — 1 июня 1841, Коронная колония, Мальта) — шотландский живописец и гравёр, академик Королевской академии художеств (с 1811); представитель романтизма, мастер бытового жанра, также известный как автор исторических сюжетов и портретов.

## Биография
Родился в 1785 году в Файфе в семье приходского священника. Учился живописи сперва в Эдинбургской художественной школе (англ.), а затем (в 1805 году) переселился в Лондон, где учился в Королевской Академии художеств и вскоре стал известен картинами на сюжеты из шотландского народного быта. Первыми произведениями Уилки в этом стиле были «Деревенские политики» (1806) и «Слепой скрипач» (1807). С удивительным искусством изображал сцены, проникнутые то трогательным трагизмом («Опись имущества за неуплату аренды»), то живым драматизмом («Оглашение завещания», 1820).
В дальнейшем Уилки было создано много картин, которые, по мнению русского художественного критика А. И. Сомова, отличались редкой жизненностью и правдой («Деревенский праздник», «Рекомендательное письмо», «Сарагосская девушка», «Сельская школа», «Игра в жмурки», «Проповедь шотландского реформатора Джона Нокса» (1832), «Ветераны в Военном госпитале в Челси читают газетное известие о победе в битве при Ватерлоо» и др,). Уилки также был написан целый ряд портретов. 
В 1825 году художник совершил поездку во Францию и Италию, в 1827 году посетил Испанию, а в 1840 году, через Германию и Австрию, отправился на Восток: посетил Константинополь, где им был написан портрет султана, Смирну, Бейрут, Иерусалим и Александрию. Из Александрии художник планировал морем вернутся в Британию, но умер в 1841 году, на корабле, поблизости от Гибралтара и был похоронен в море. В дальнейшем похороны Уилки послужили сюжетом для картины Уильяма Тернера «Мир праху его — Погребение в море». Несмотря на это, в приходской церкви в Файфе в память об Уилки его сестрой был создан кенотаф. 
Помимо живописи, художник известен тем, Уилки что стал крестным отцом сына своего коллеги-художника Уильяма Коллинза. Мальчику дали имя по фамилии его крестного отца, и он прославился как писатель Уилки Коллинз.

## Галерея

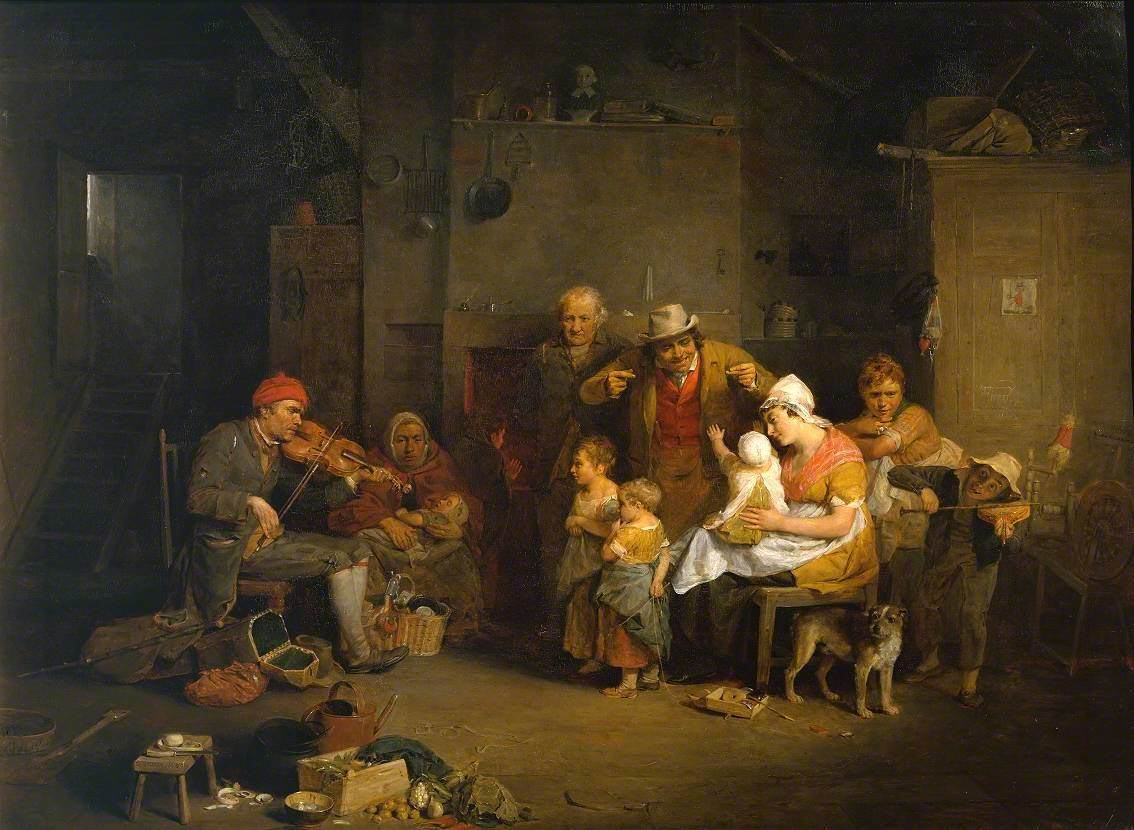
Слепой скрипач
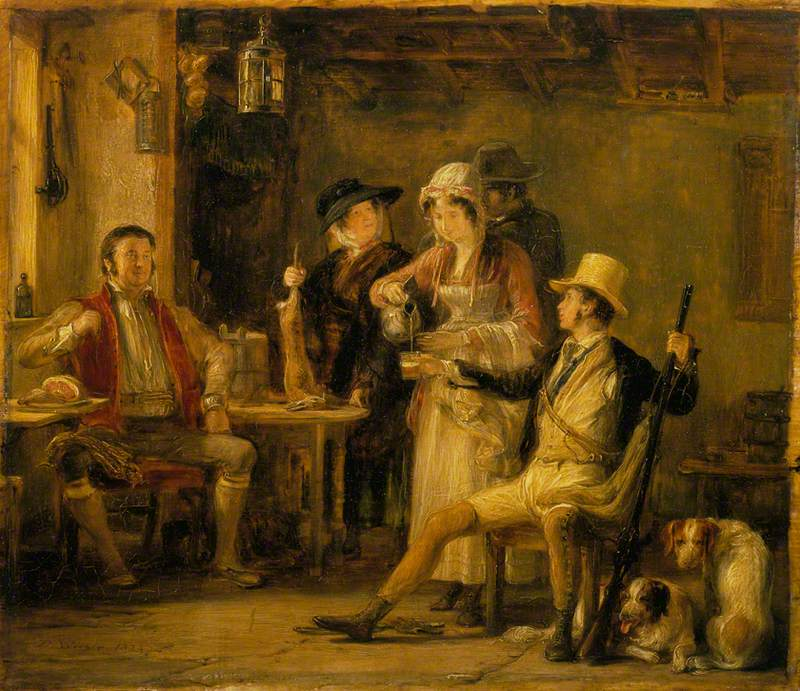
Охотник
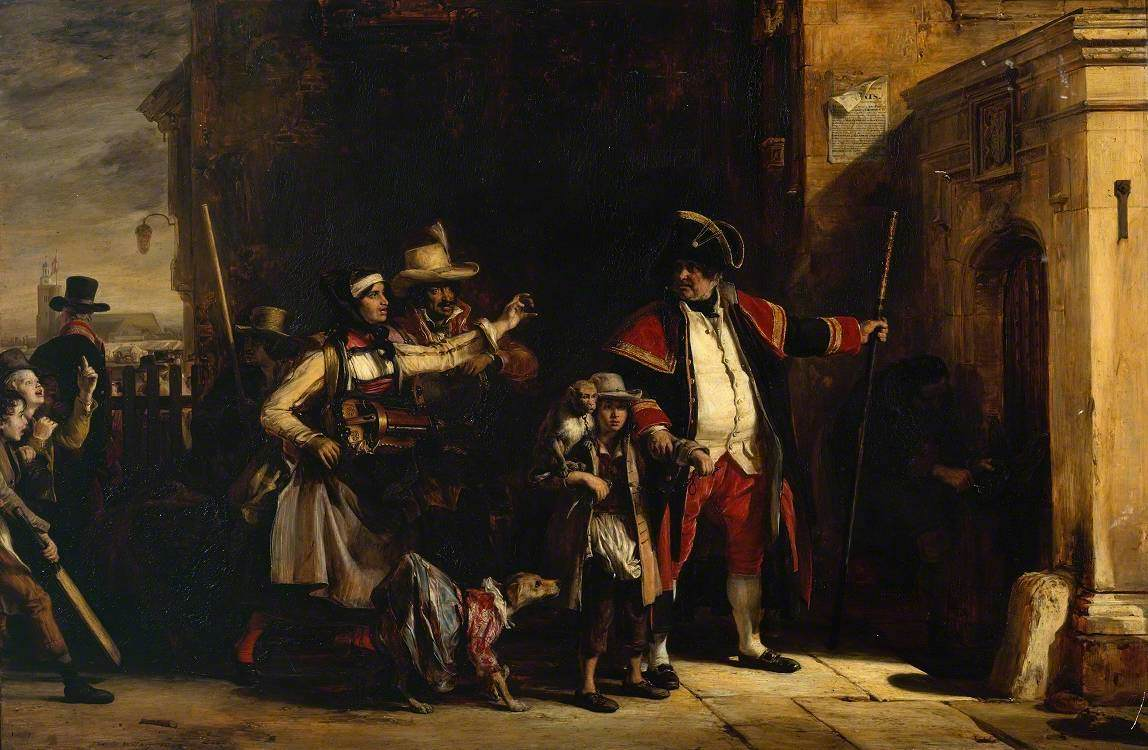
Приходской бидл («городовой» препровождает арестованного за попрошайничество в приходскую тюрьму)
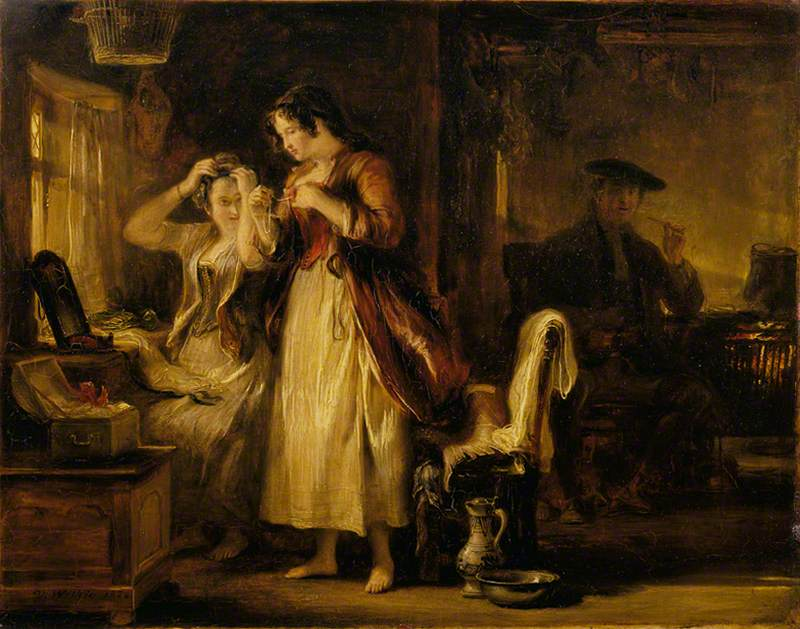
Утро в загородной усадьбе
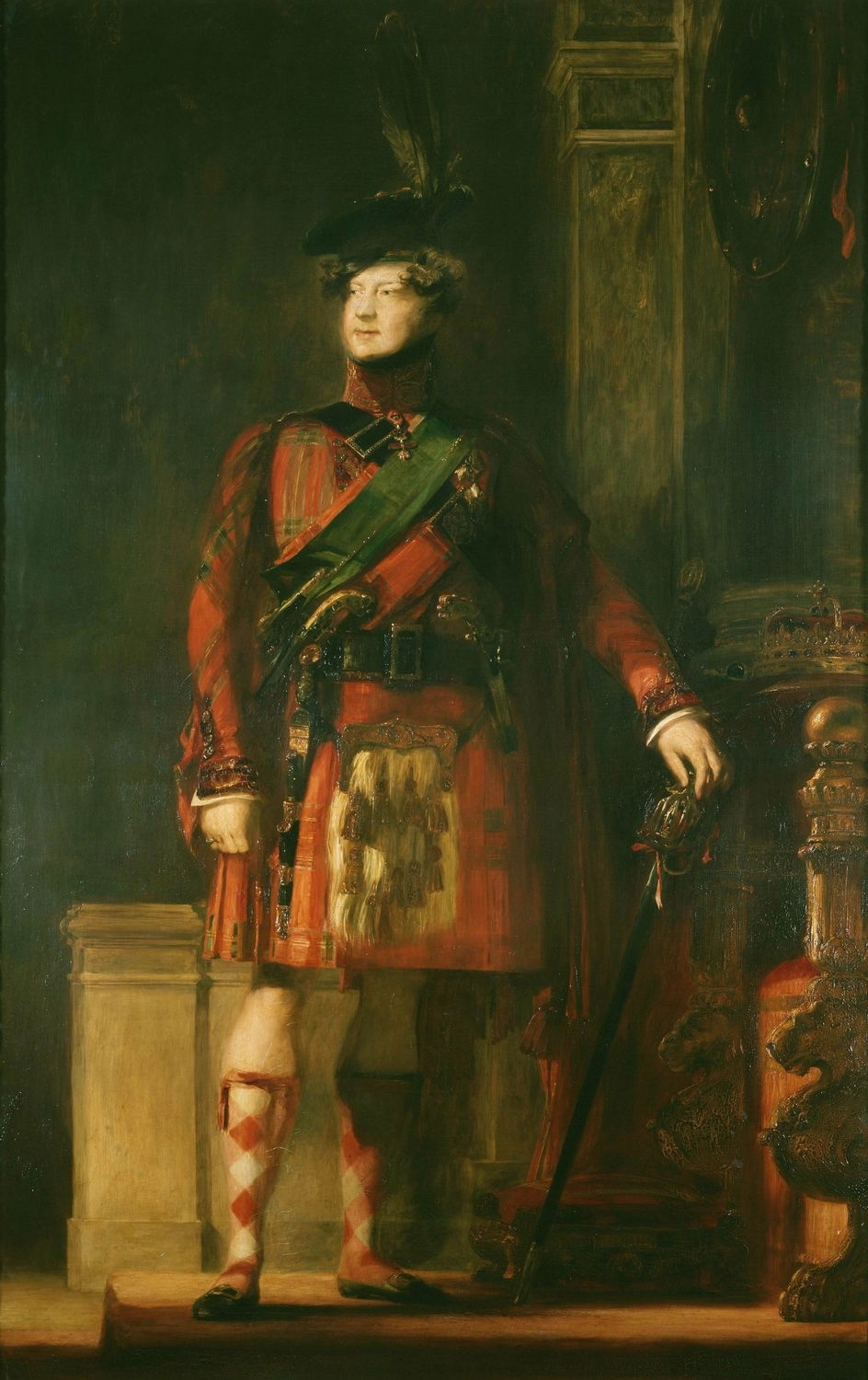
Портрет короля  Георга IV
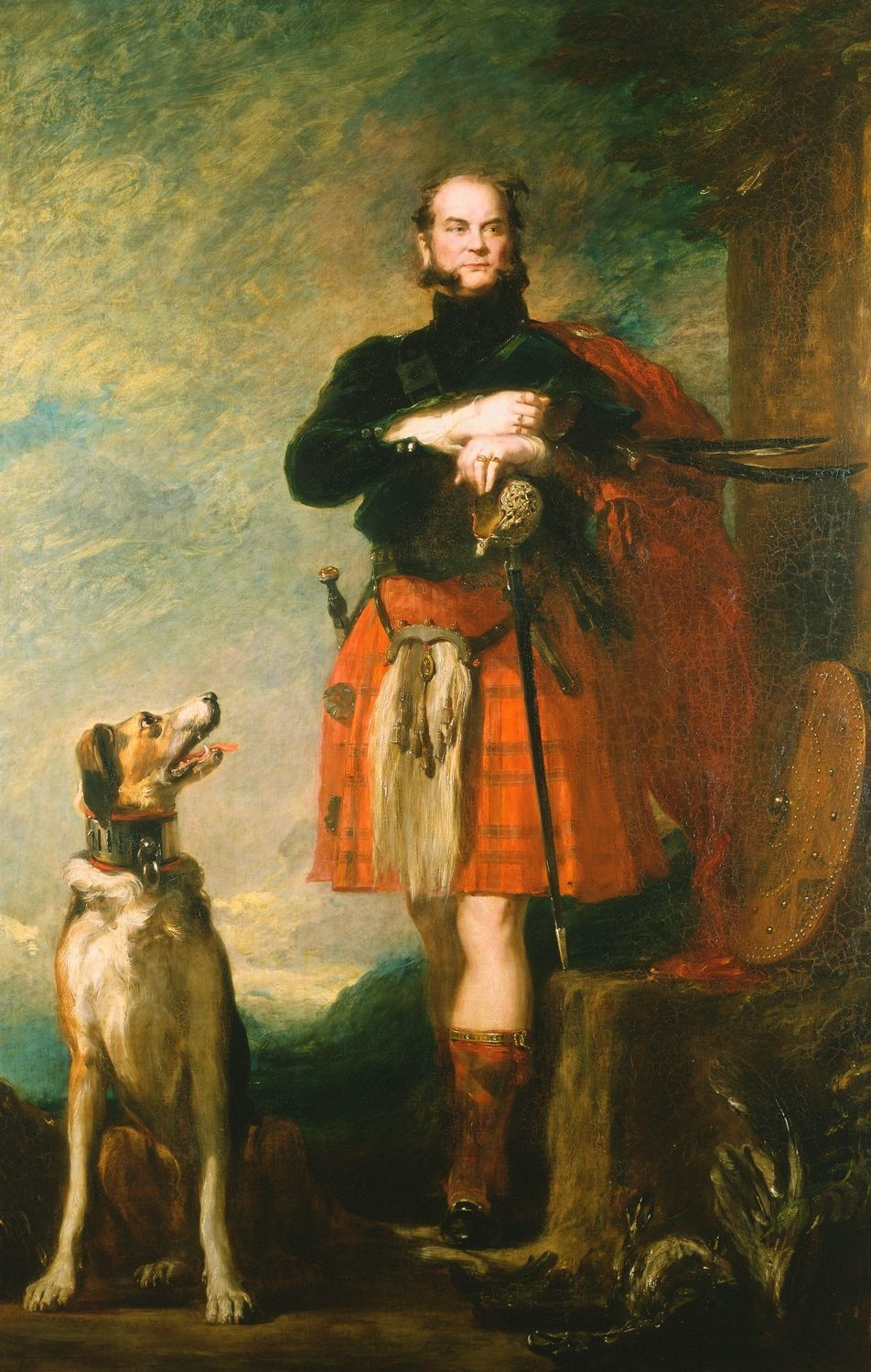
Портрет Августа, герцога Сассекского
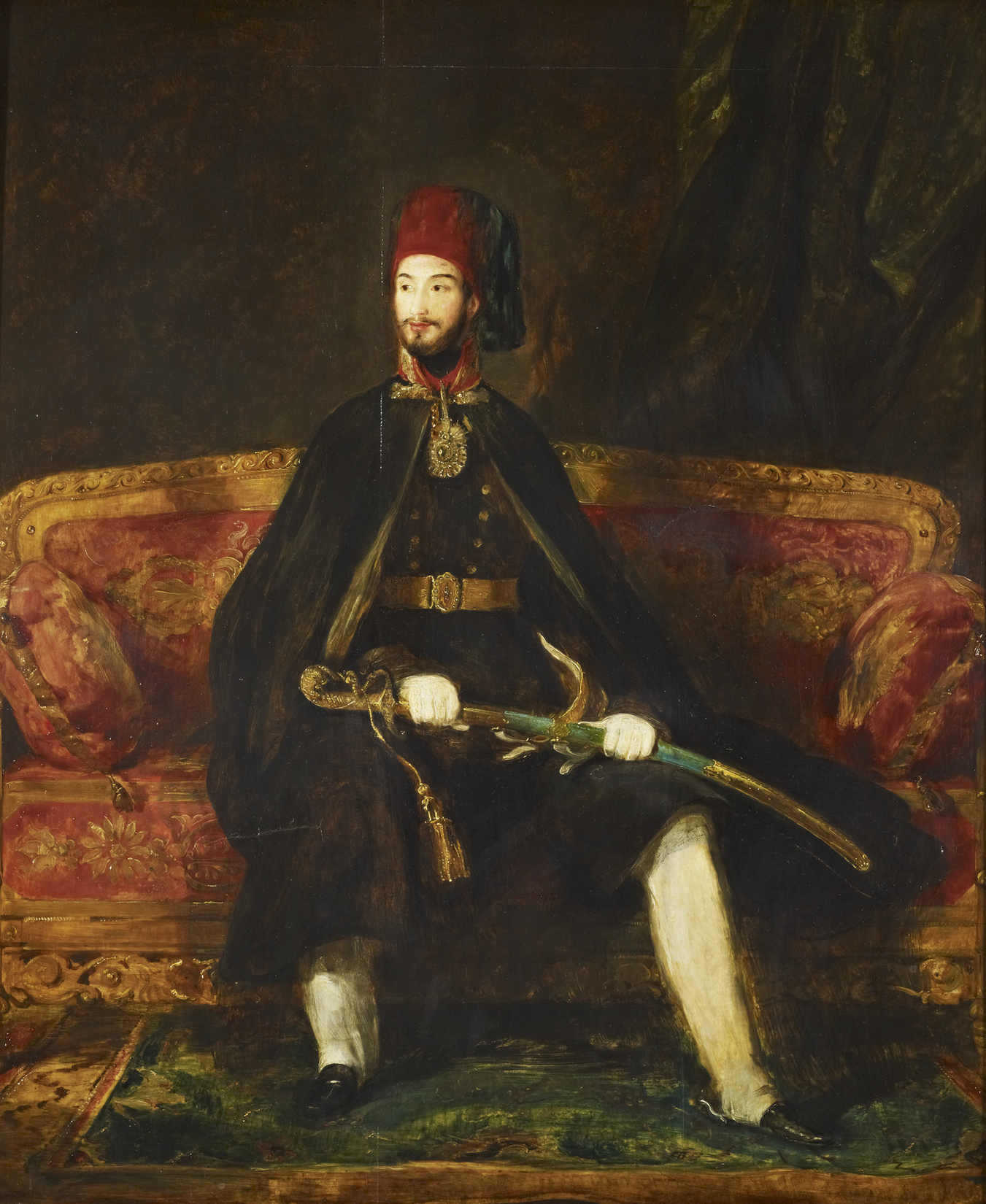
Портрет османского султана Абдул-Меджида I
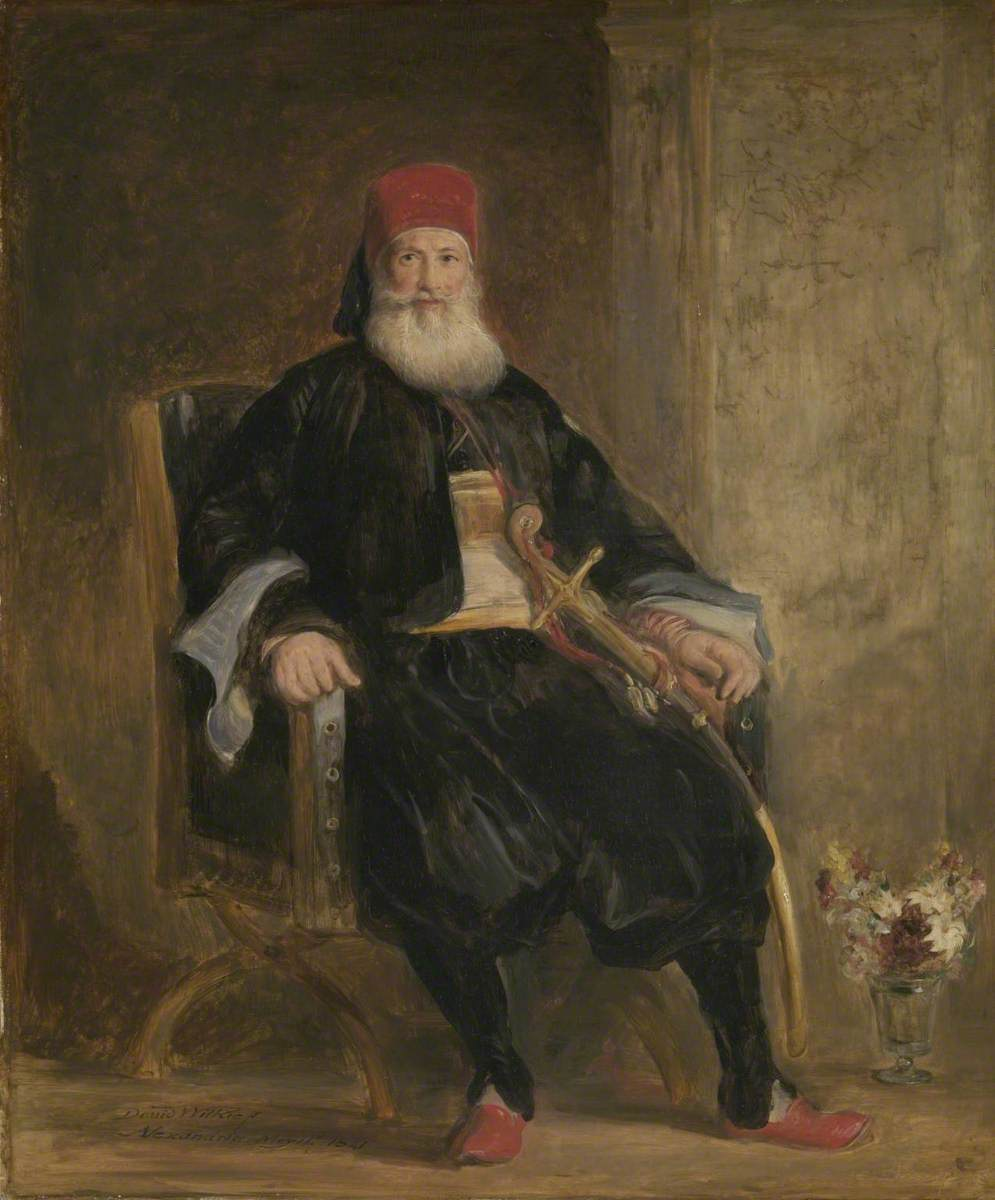
Портрет правителя Египта Мухаммеда-Али.
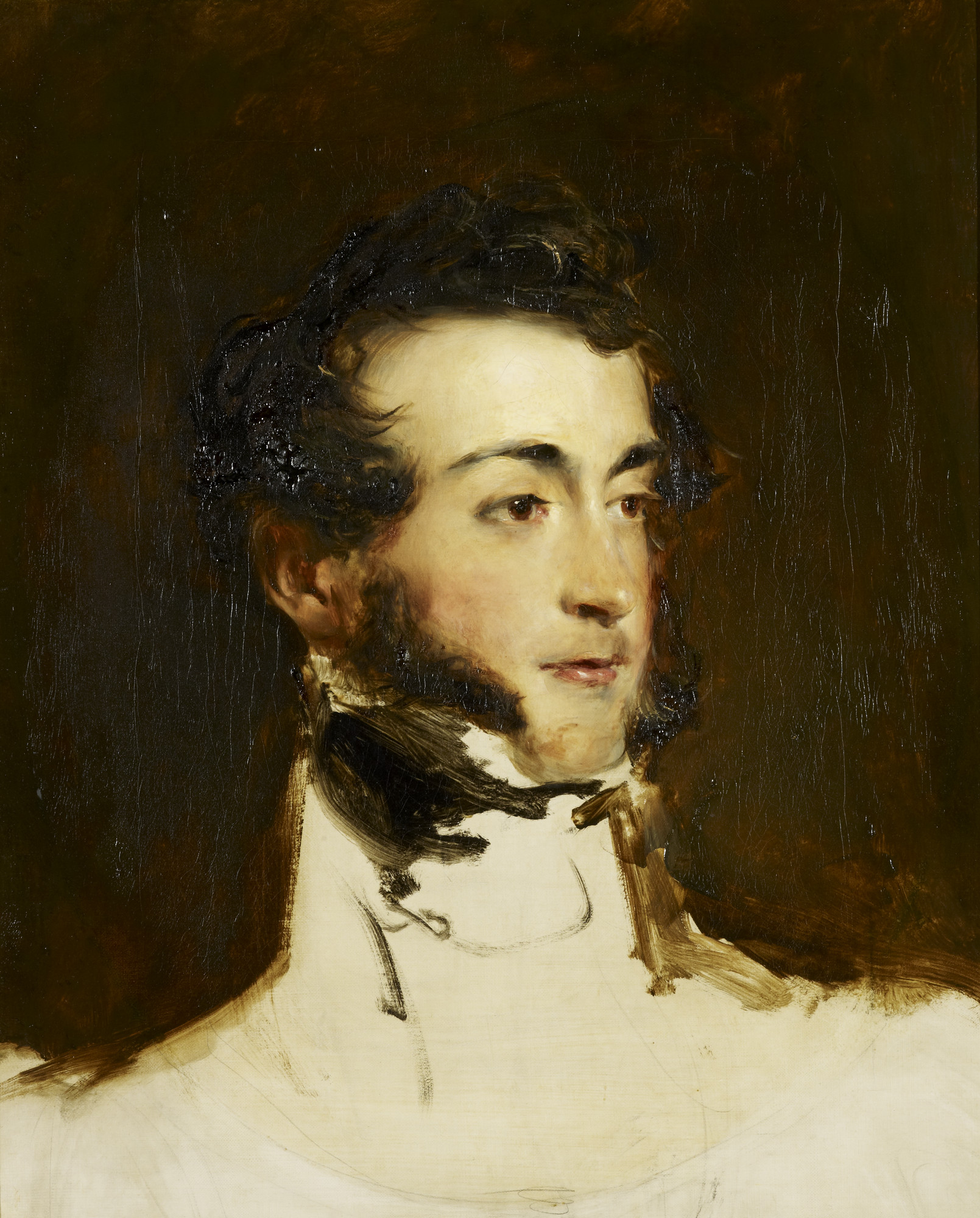
Портрет принца Карла Лейнингенского
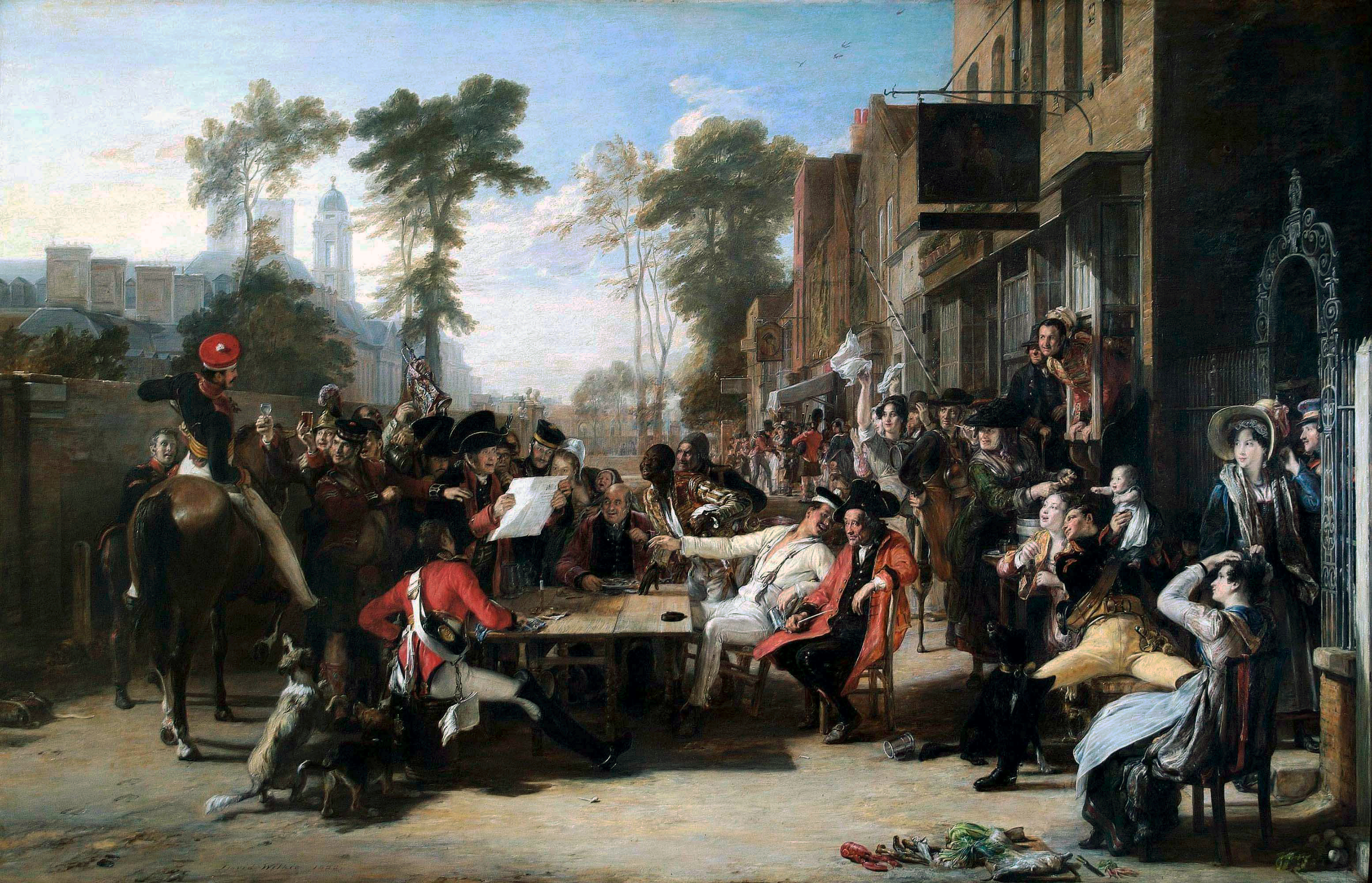
Ветераны в Военном госпитале в Челси читают газетное известие о победе в битве при Ватерлоо
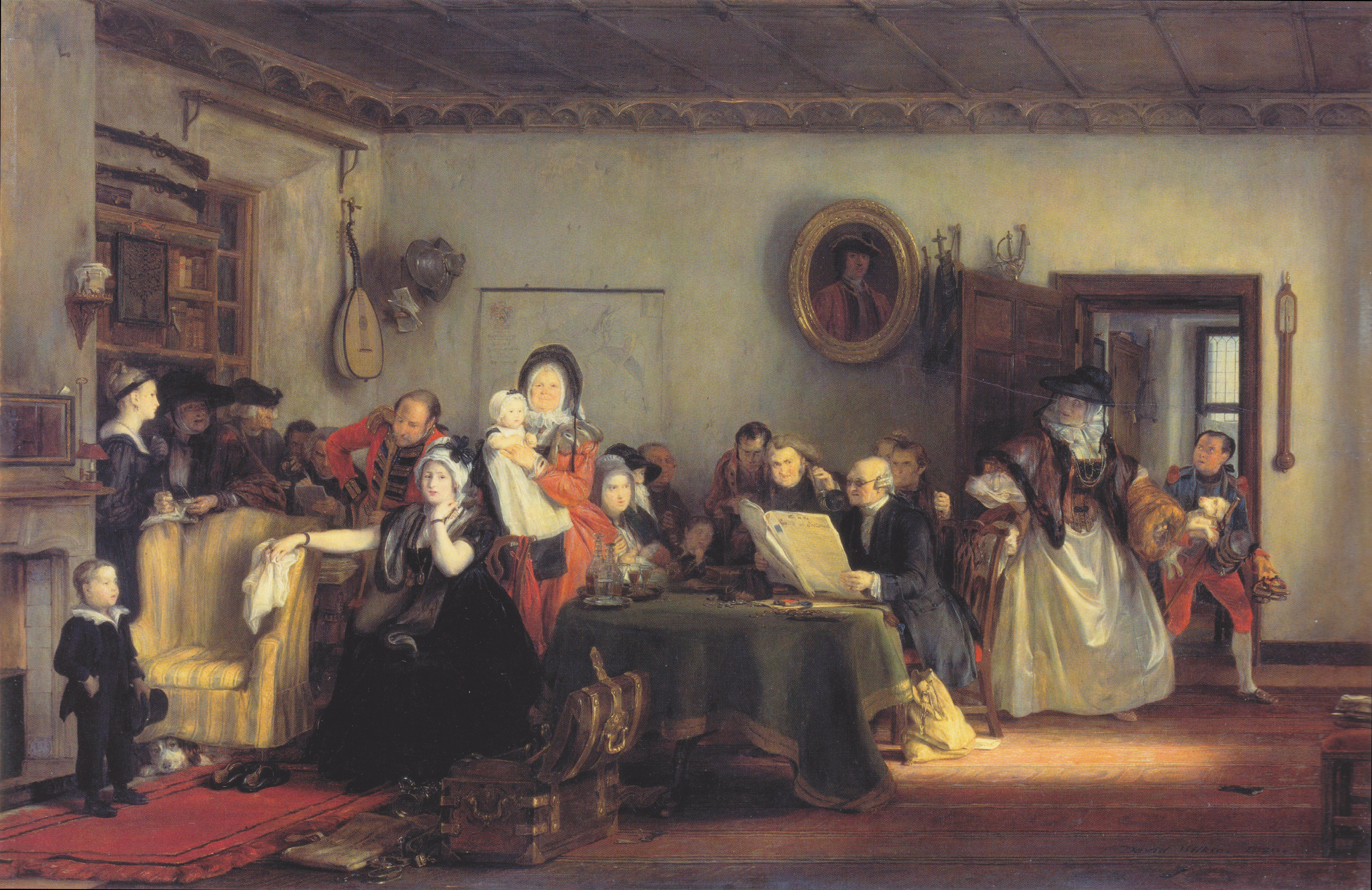
Оглашение завещания
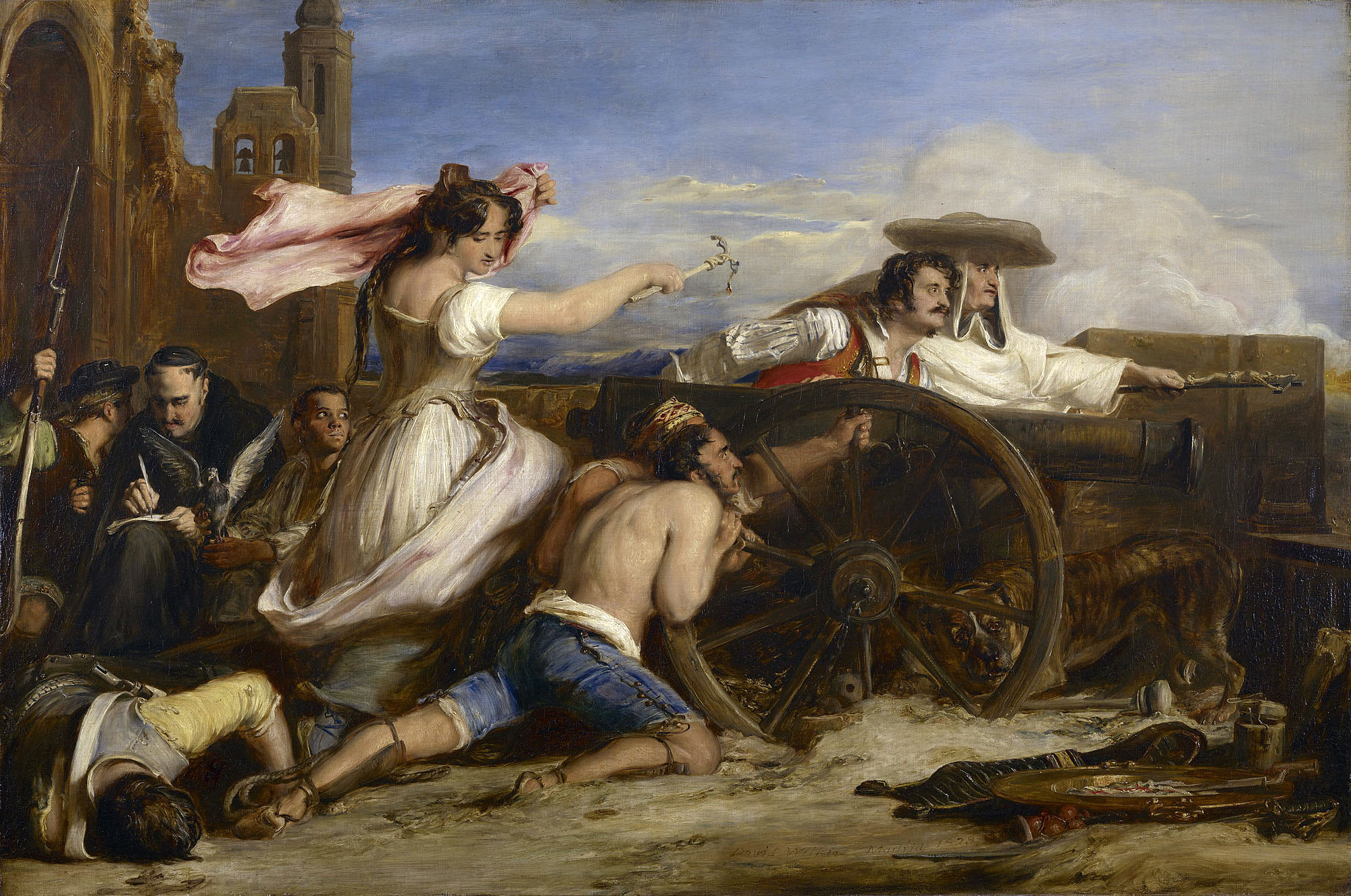
Жители Сарагосы обороняют город от французов
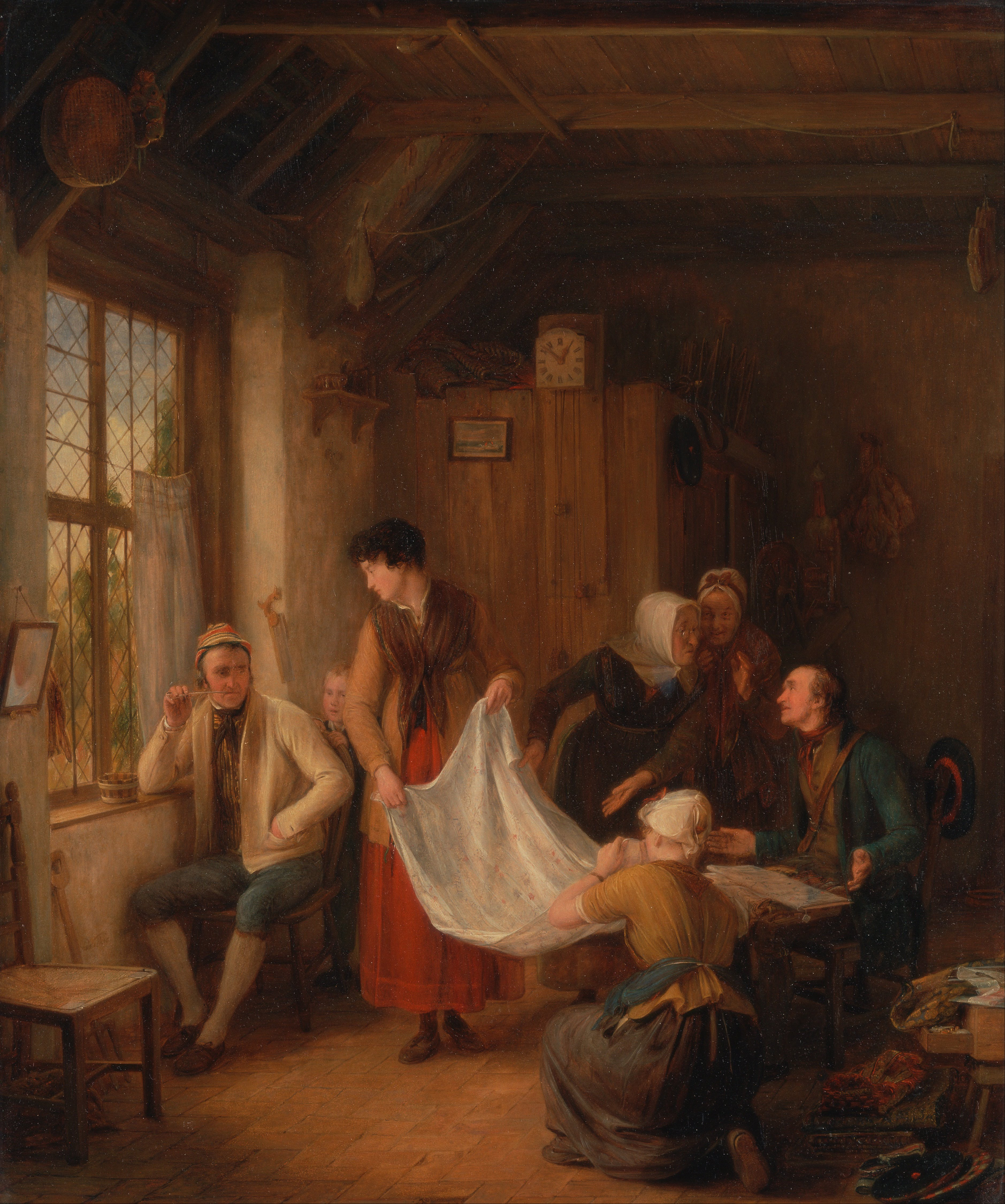
Разносчик
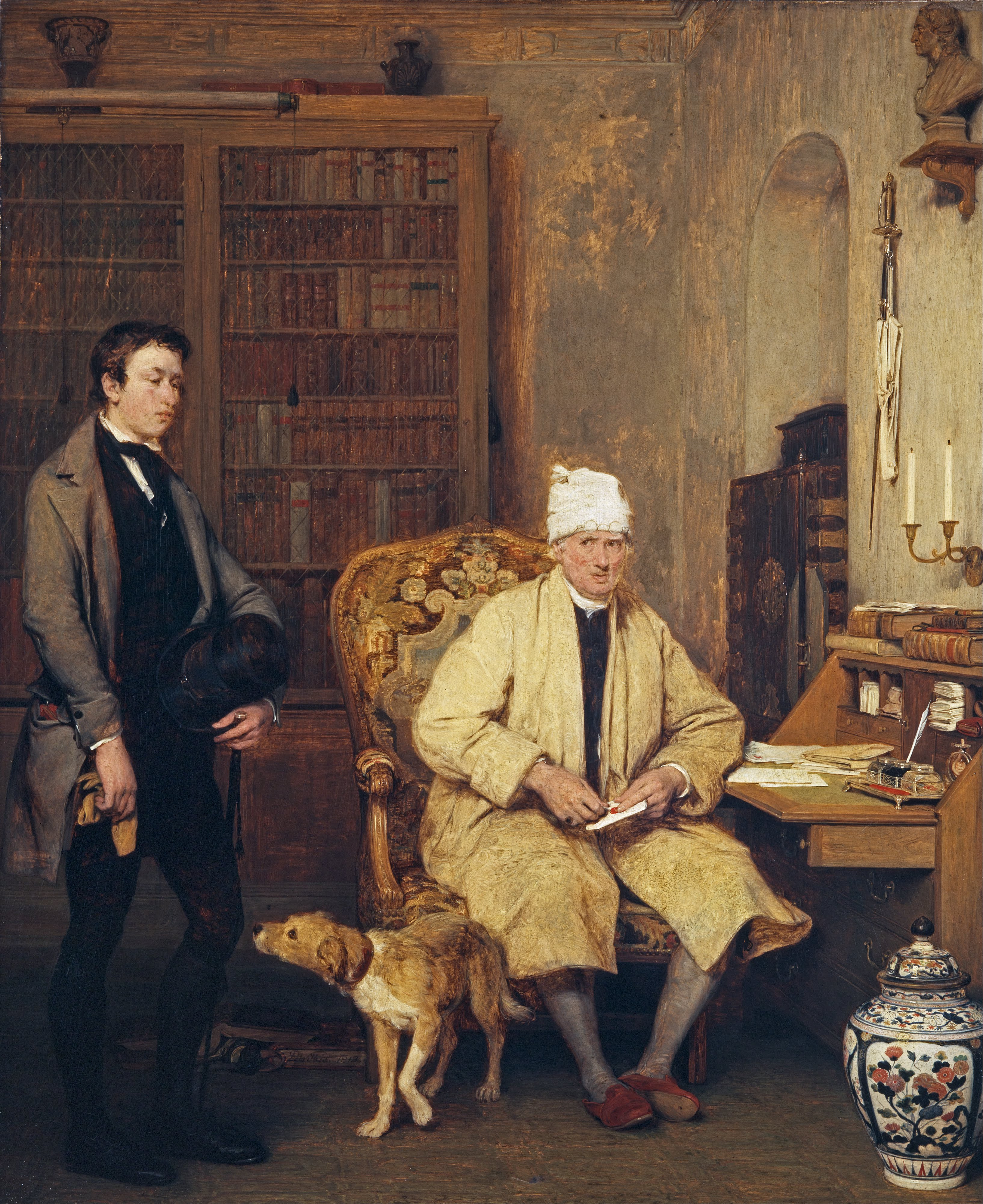
Рекомендательное письмо
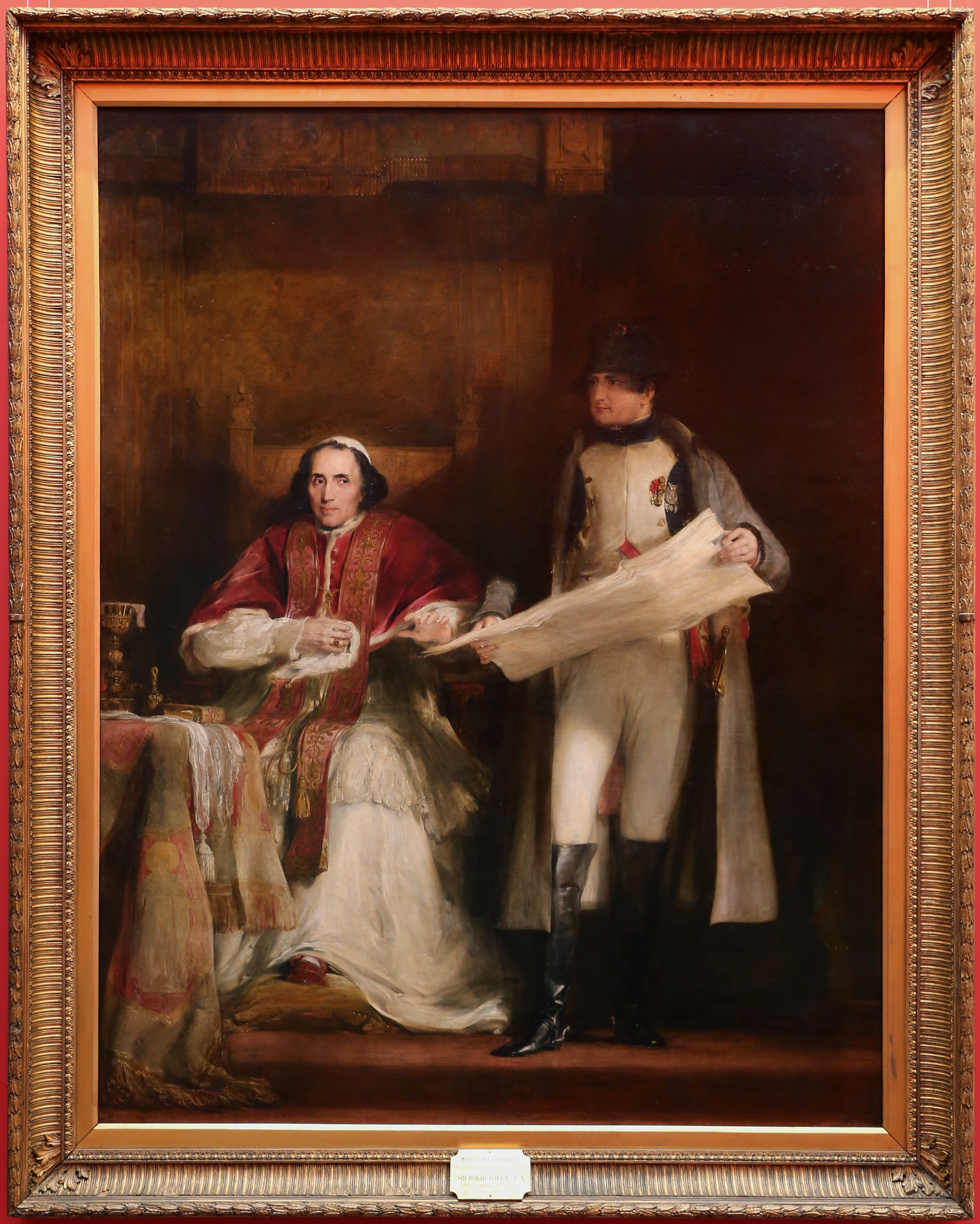
Наполеон и Папа Римский в Фонтенбло
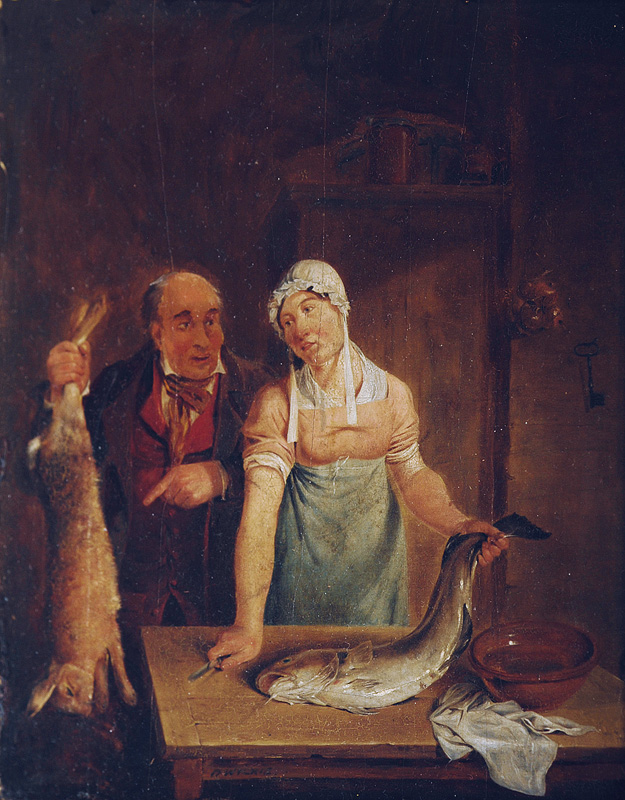
Мясо или рыба
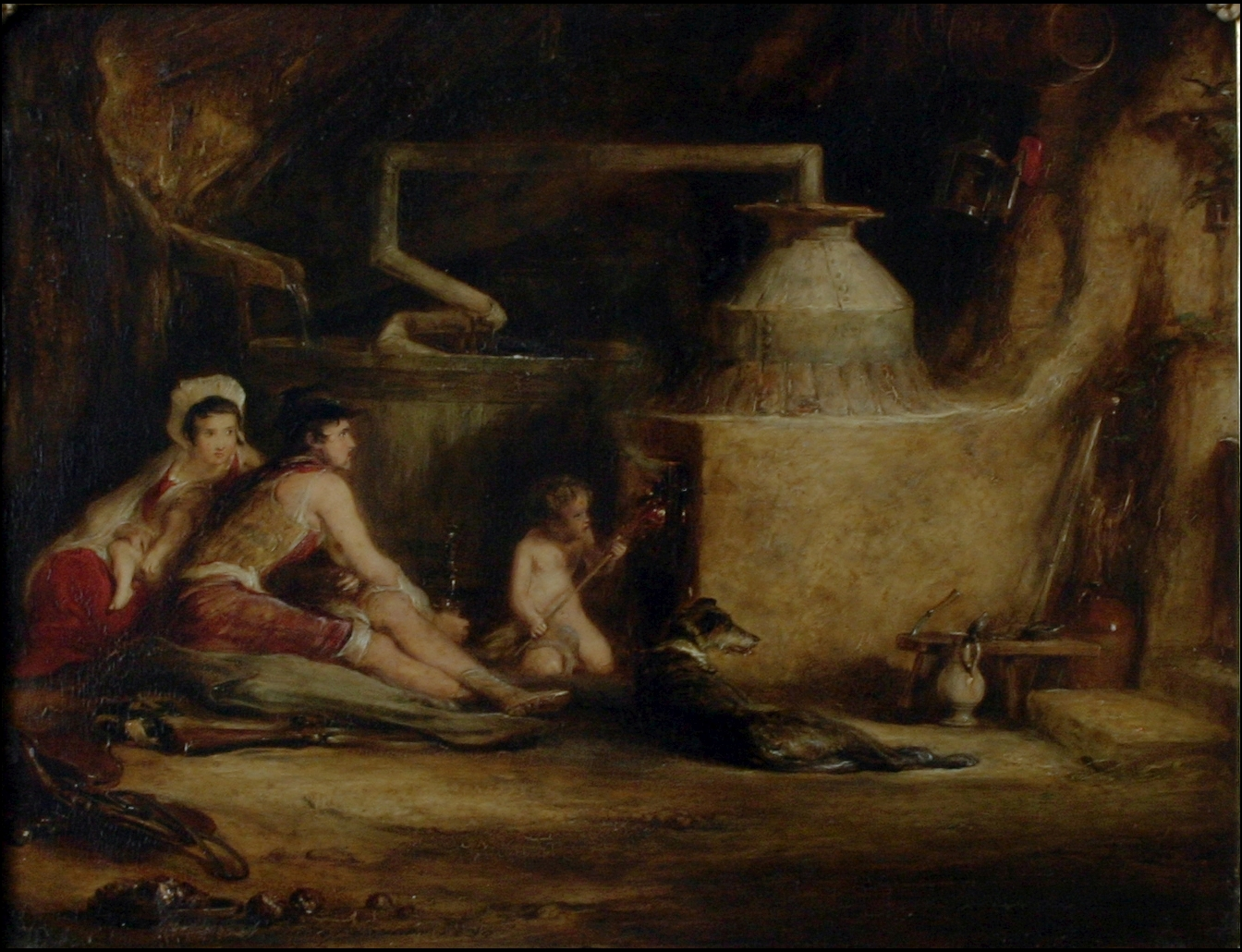
Ирландцы гонят виски